# Scalea
Scalea község (comune) Olaszország Calabria régiójában, Cosenza megyében.

## Fekvése
Scalea egy, a Policastrói-öblöt délről határoló félszigeten fekszik, a megye északnyugati részén. A legrégebbi városrészei lépcsősen helyezkednek el egy dombtetőn, míg az újabb városrészek a tengerparton terülnek el. Határai: Orsomarso, San Nicola Arcella, Santa Domenica Talao és Santa Maria del Cedro.

## Története
A települést a normannok alapították a 11. században, a vidék szaracén kalózok elleni védelme céljából, de már az ókorban lakott vidék volt. A 19. század elején vált önálló községgé, amikor a Nápolyi Királyságban felszámolták a feudalizmust. Napjainkban népszerű üdülőközpont.

## Népessége
A népesség számának alakulása:

## Főbb látnivalói
- Hercegi palota (13. század)
- Torre di Talao  (15. századi őrtorony)
- a normann vár romjai
- San Cataldo-templom (11. század)
- Santa Maria d’Episcopio-templom (12. század; felújítva a 17. században).
- San Nicola in Plateis-templom (8. század; felújítva a 12., 14. és 18. században).
- 13. századi ferences rendház romjai

## Galéria

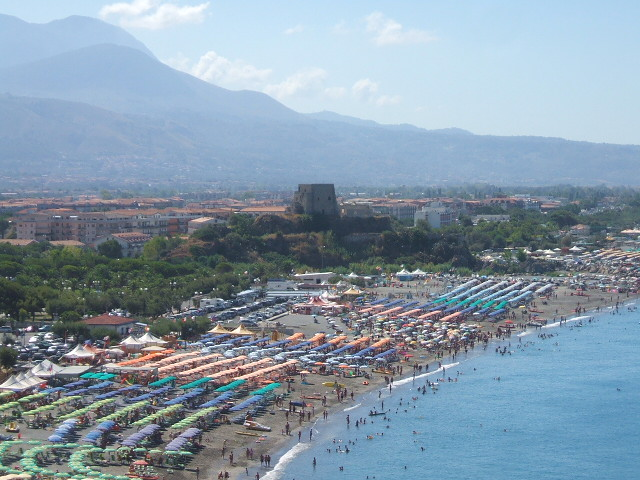
Scalea strandja a Talao-toronnyal
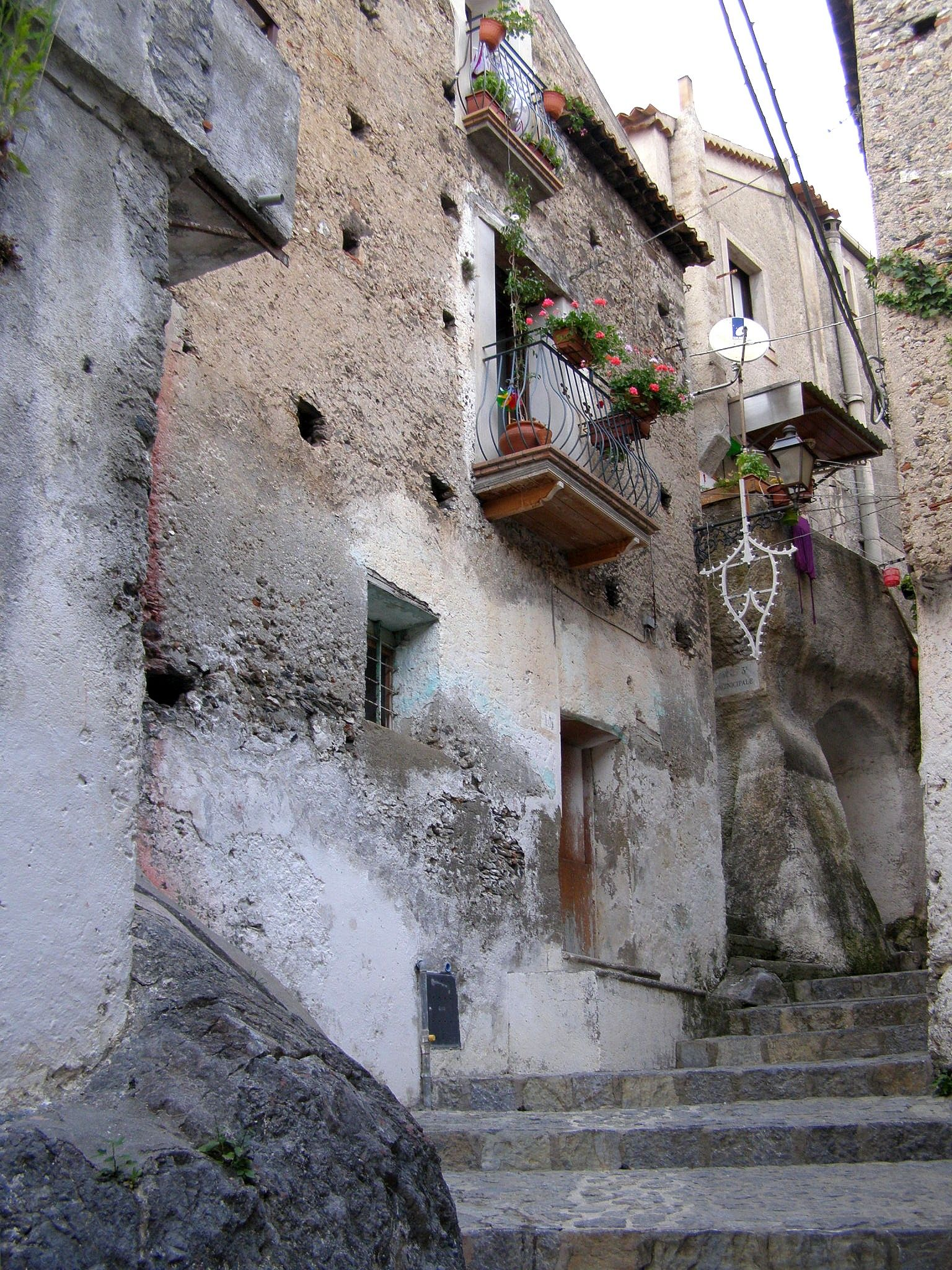
Scalea óvárosa
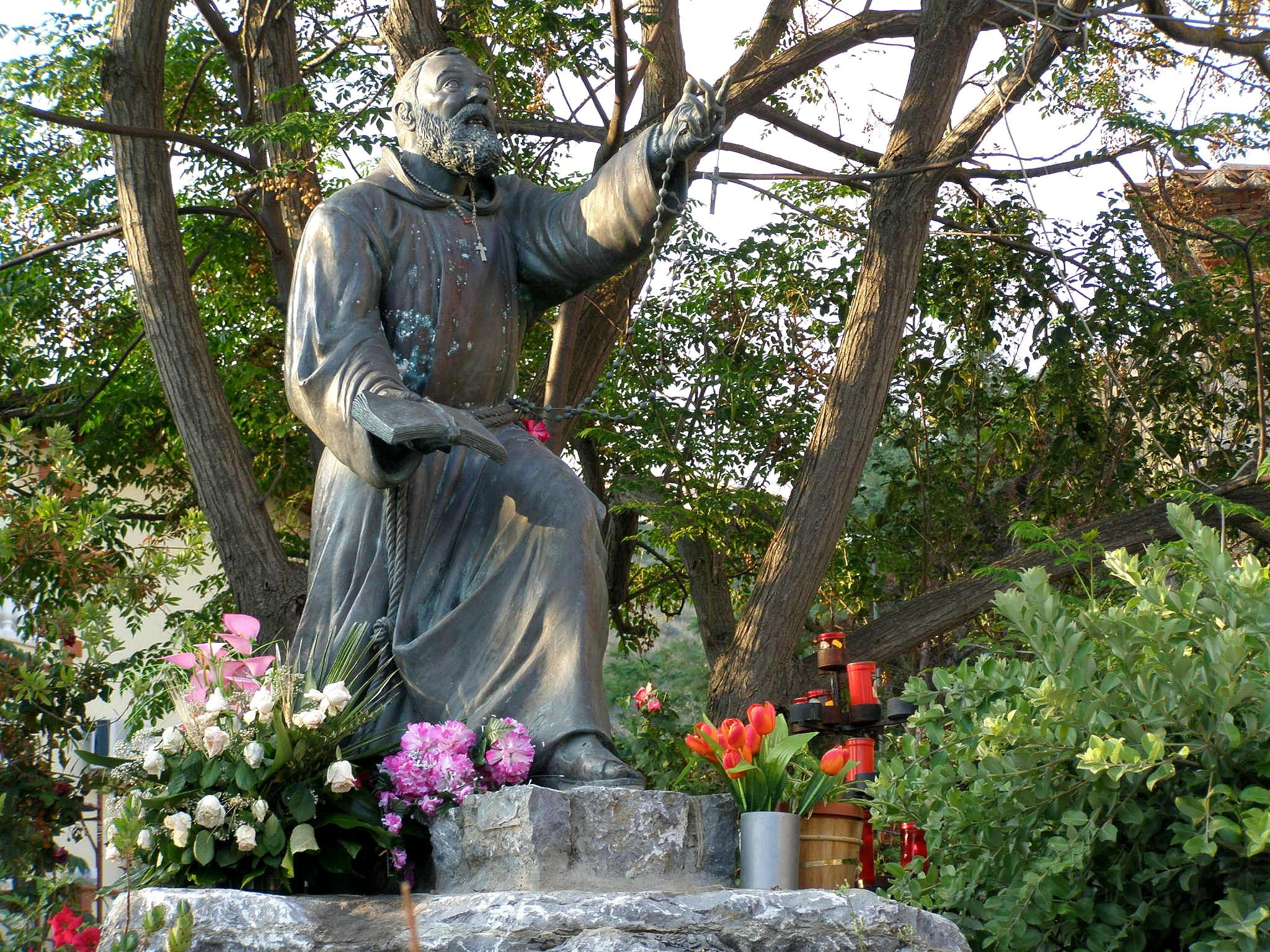
Scalea Padre Pio szobra
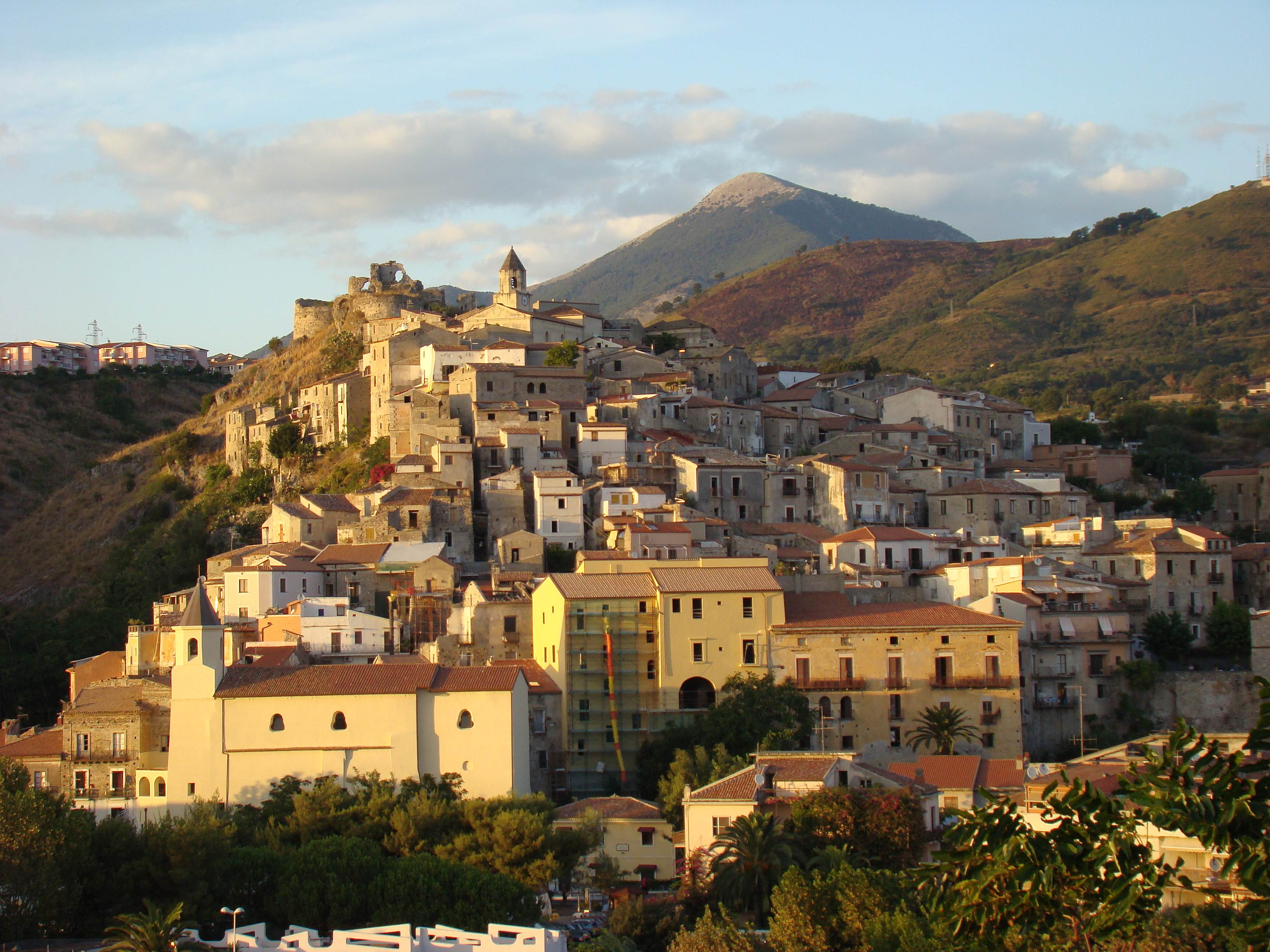
Scalea óváros
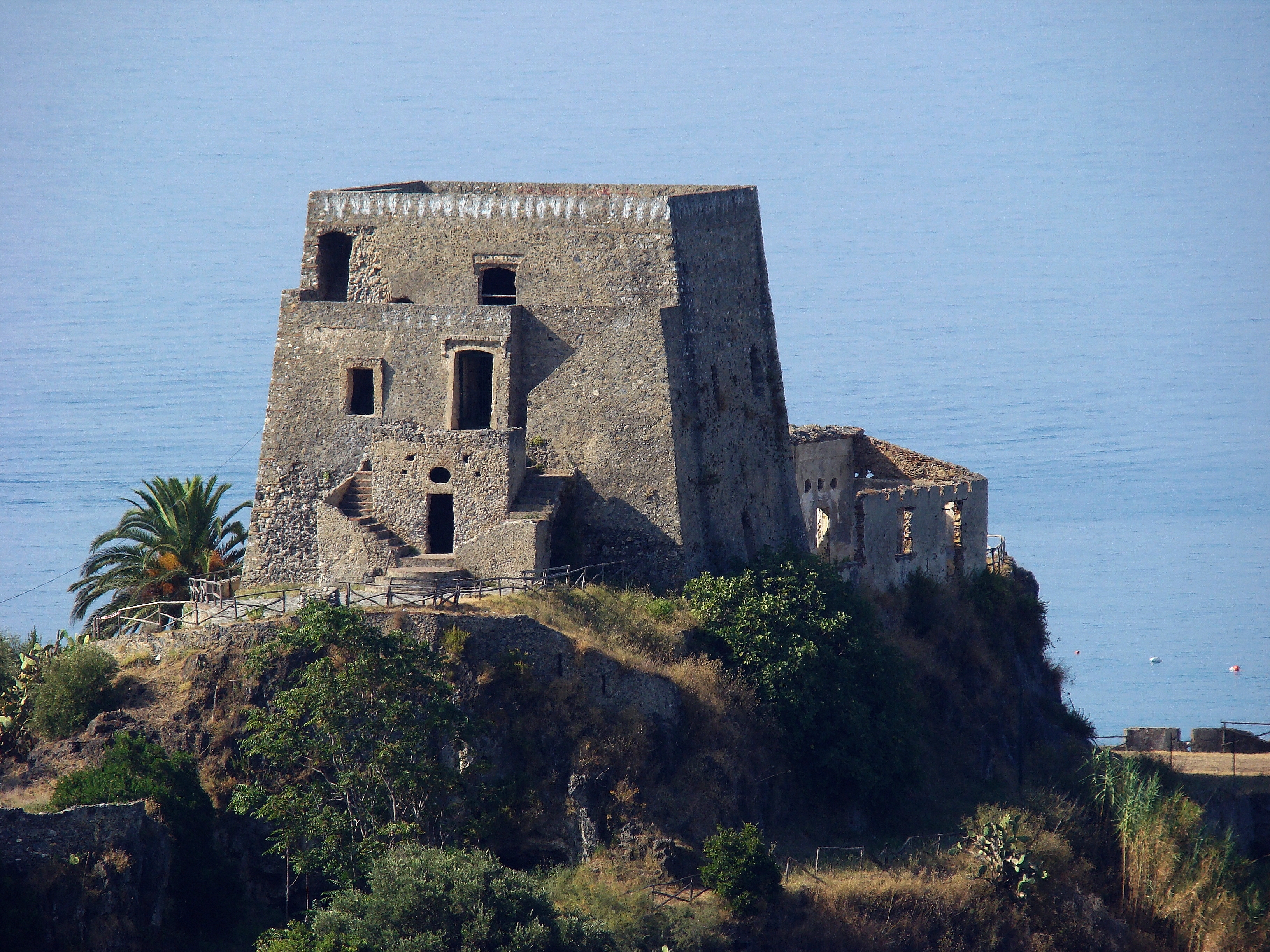
Scalea, Torre Talao
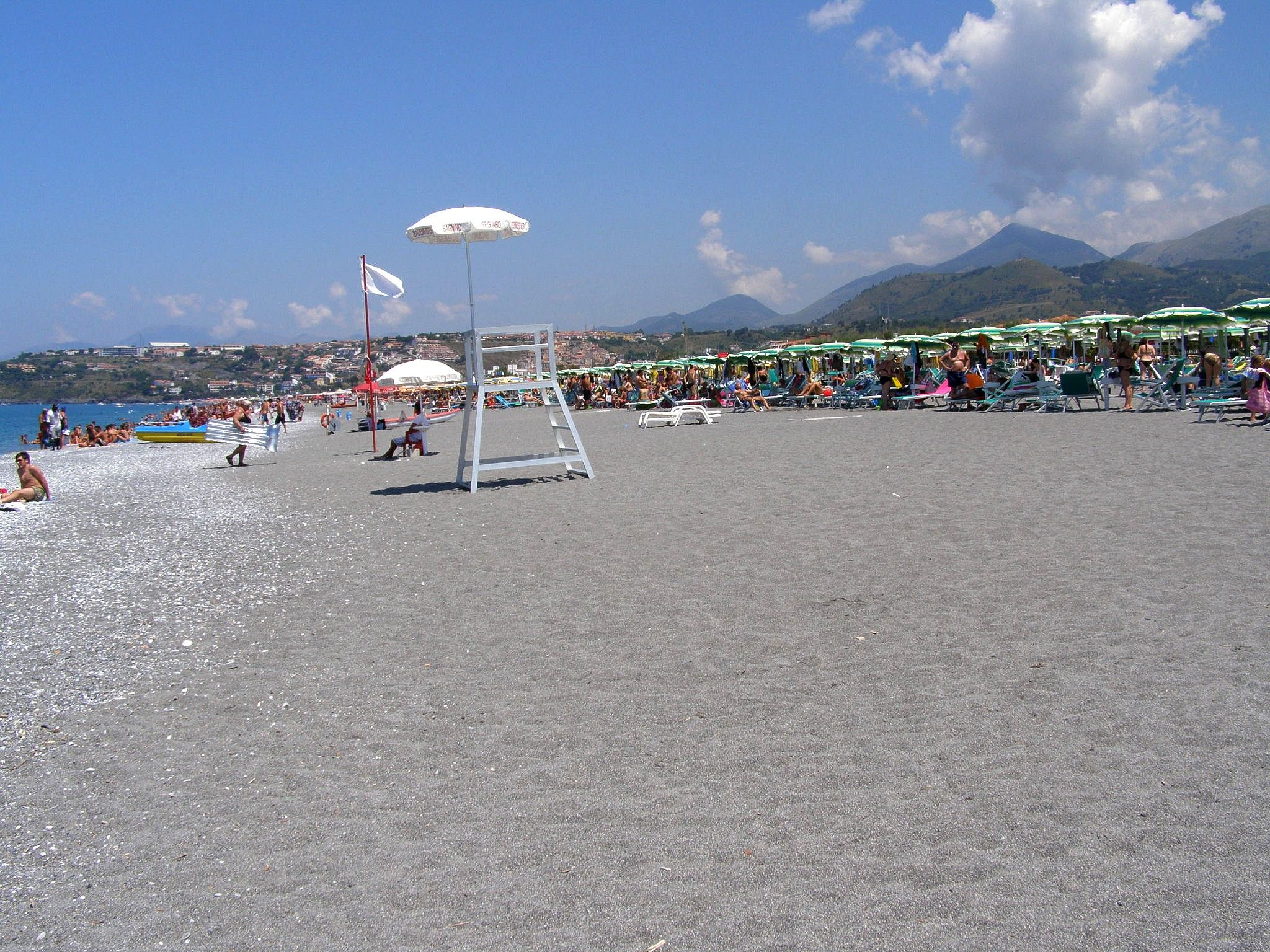
Scalea, plázs
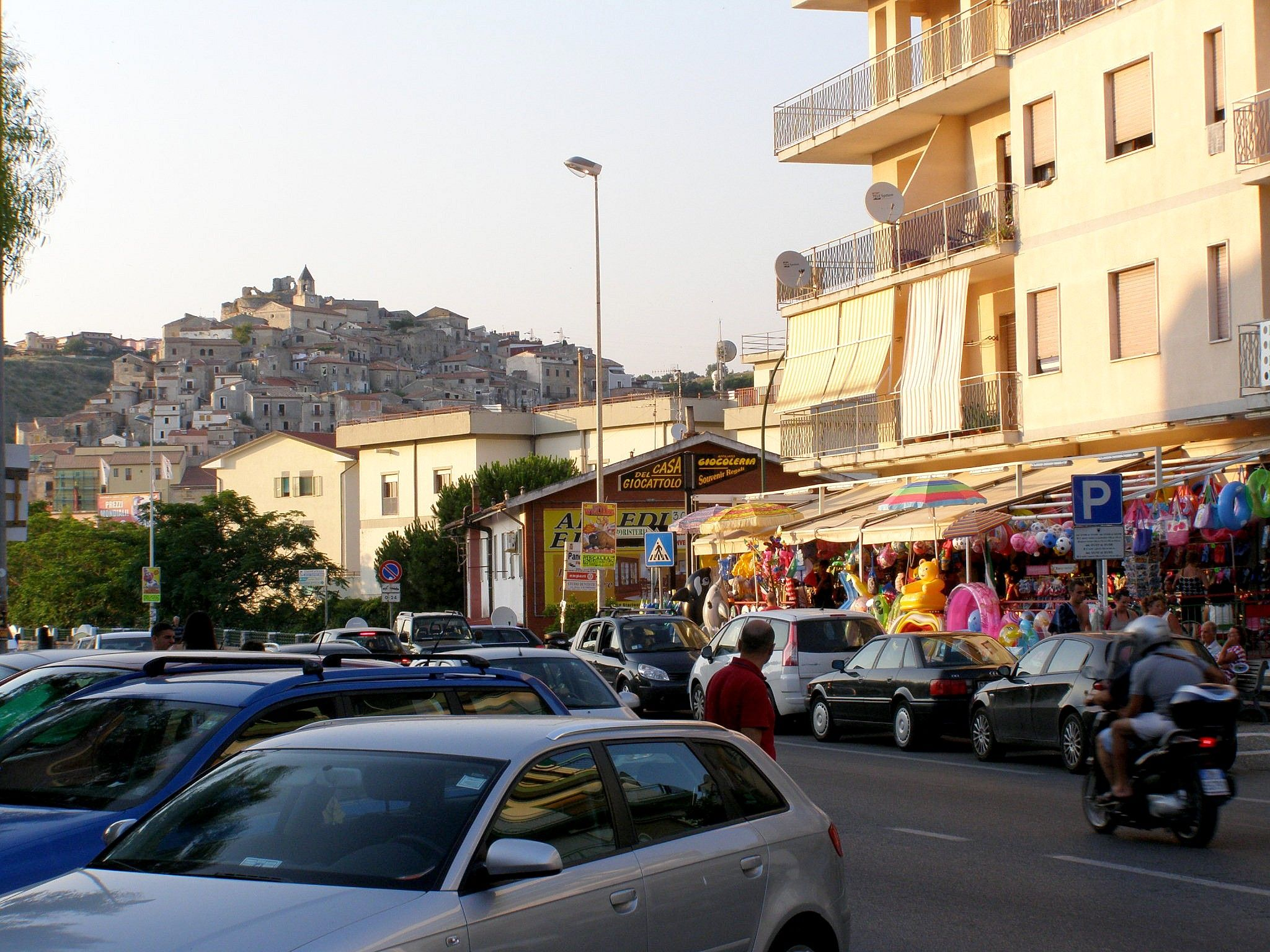
Scalea, bazársor